# Espace de Lorentz
 (signalé en mai 2025).
Si vous disposez d'ouvrages ou d'articles de référence ou si vous connaissez des sites web de qualité traitant du thème abordé ici, merci de compléter l'article en donnant les références utiles à sa vérifiabilité et en les liant à la section « Notes et références ».
- Archive Wikiwix
- Bing
- Cairn
- DuckDuckGo
- E. Universalis
- Gallica
- Google
- G. Books
- G. News
- G. Scholar
- Persée
- Qwant
- (zh) Baidu
- (ru) Yandex
- (wd) trouver des œuvres sur Wikidata

En mathématiques, un espace de Lorentz, noté {\displaystyle L^{p,q}} est une généralisation de la notion d'espace de Lebesgue (notés {\displaystyle L^{p}}).
Comme les espaces {\displaystyle L^{p}}, un espace de Lorentz est caractérisé par sa norme (techniquement une quasi-norme) qui encode des informations sur la masse d'une fonction, de manière analogue à la norme {\displaystyle L^{p}}. La norme de Lorentz offre un contrôle plus strict sur les deux composantes qui forment la masse d'une fonction (son étendue et sa norme ponctuelle) que les normes {\displaystyle L^{p}}. La norme de Lorentz est invariante sous des réarrangements arbitraires des valeurs d'une fonction.

## Définition

### Par une quasi-norme
L'espace de Lorentz sur un espace mesurable {\displaystyle (X,\mu )} est défini l'espace des fonctions mesurables à valeurs complexes {\displaystyle f} sur {\displaystyle X} tel que la quasinorme suivante soit finie
{\displaystyle \|f\|_{L^{p,q}(X,\mu )}=p^{\frac {1}{q}}\left\|t\mu \{|f|\geq t\}^{\frac {1}{p}}\right\|_{L^{q}\left(\mathbf {R} ^{+},{\frac {dt}{t}}\right)}}
où {\displaystyle 0<p<\infty } et {\displaystyle 0<q\leq \infty } . Ainsi, lorsque {\displaystyle q<\infty }
{\displaystyle \|f\|_{L^{p,q}(X,\mu )}=p^{\frac {1}{q}}\left(\int _{0}^{\infty }t^{q}\mu \left\{x:|f(x)|\geq t\right\}^{\frac {q}{p}}\,{\frac {dt}{t}}\right)^{\frac {1}{q}}=\left(\int _{0}^{\infty }{\bigl (}\tau \mu \left\{x:|f(x)|^{p}\geq \tau \right\}{\bigr )}^{\frac {q}{p}}\,{\frac {d\tau }{\tau }}\right)^{\frac {1}{q}}.}
et quand {\displaystyle q=\infty } ,
{\displaystyle \|f\|_{L^{p,\infty }(X,\mu )}^{p}=\sup _{t>0}\left(t^{p}\mu \left\{x:|f(x)|>t\right\}\right).}
Il est également classique de fixer {\displaystyle L^{\infty ,\infty }(X,\mu )=L^{\infty }(X,\mu )} .

### Par le réarrangement décroissant
La quasinorme de Lorentz est invariante par réarrangement des valeurs de la fonction {\displaystyle f}. En particulier, étant donné une fonction mesurable à valeurs complexes {\displaystyle f} définie sur un espace mesurable, {\displaystyle (X,\mu )}, son réarrangement décroissant, {\displaystyle f^{\ast }:[0,\infty [\to [0,\infty ]} est défini par
{\displaystyle f^{\ast }(t)=\inf\{\alpha \geq 0:\mu _{f}(\alpha )\leq t\}}
où {\displaystyle d_{f}} est la fonction de distribution de {\displaystyle f}, donnée par
{\displaystyle \mu _{f}(\alpha )=\mu (\{x\in X:|f(x)|>\alpha \})},
Les deux fonctions {\displaystyle |f|} et {\displaystyle f^{\ast }} sont équimesurables, c'est-à-dire que{\displaystyle \mu {\bigl (}\{x\in X:|f(x)|>\alpha \}{\bigr )}=\lambda {\bigl (}\{t>0:f^{\ast }(t)>\alpha \}{\bigr )},\quad \alpha >0,}
où {\displaystyle \lambda } est la mesure de Lebesgue sur {\displaystyle \mathbb {R} }. Le réarrangement symétrique décroissant associé, qui est également équimesurable avec {\displaystyle f}, est défini par {\displaystyle \mathbb {R} \ni t\mapsto {\tfrac {1}{2}}f^{\ast }(|t|).}
Compte tenu de ces définitions, pour {\displaystyle 0<p<\infty } et {\displaystyle 0<q\leq \infty }, les quasinormes de Lorentz sont données par
{\displaystyle \|f\|_{L^{p,q}}={\begin{cases}\left(\displaystyle \int _{0}^{\infty }\left(t^{\frac {1}{p}}f^{\ast }(t)\right)^{q}\,{\frac {dt}{t}}\right)^{\frac {1}{q}}&q\in (0,\infty ),\\\sup \limits _{t>0}\,t^{\frac {1}{p}}f^{\ast }(t)&q=\infty .\end{cases}}}

## Structure

### Espace d'interpolation
Les espaces de Lorentz généralisent la notion d'espace {\displaystyle L^{p}} au sens où, pour tout {\displaystyle p}, {\displaystyle L^{p,p}=L^{p}}. De plus, l'espace {\displaystyle L^{p,\infty }} coïncide avec l'espace {\displaystyle L^{p}} faible (espace de Marcinkiewicz). Ce sont des espaces quasi-Banach (c'est-à-dire des espaces quasi-normés qui sont aussi complets) et sont normables pour {\displaystyle 1<p<\infty } et {\displaystyle 1\leq q\leq \infty } . Lorsque {\displaystyle p=1}, {\displaystyle L^{1,1}=L^{1}} est muni d'une norme, mais il n'est pas possible de définir une norme équivalente à la quasi-norme de {\displaystyle L^{1,\infty }}. En effet, si l'on définit les fonctions {\displaystyle f} et {\displaystyle g}
{\displaystyle f(x)={\tfrac {1}{x}}\chi _{(0,1)}(x)\quad {\text{et}}\quad g(x)={\tfrac {1}{1-x}}\chi _{(0,1)}(x),}
dont la quasi-norme {\displaystyle L^{1,\infty }} vaut 1, alors que la quasi-norme de leur somme {\displaystyle f+g} vaut 4.
L'espace {\displaystyle L^{p,q}} est inclus dans {\displaystyle L^{p,r}} dès que {\displaystyle q<r} . Les espaces de Lorentz sont des espaces d'interpolation entre {\displaystyle L^{1}} et {\displaystyle L^{\infty }} .

### Espace dual
Si {\displaystyle (X,\mu )} est un espace de mesure σ-fini non atomique, alors
1. {\displaystyle (L^{p,q})^{*}=\{0\}} pour {\displaystyle 0<p<1}, ou {\displaystyle 1=p<q<\infty } ;
2. {\displaystyle (L^{p,q})^{*}=L^{p',q'}} pour {\displaystyle 1<p<\infty ,0<q\leq \infty }, ou {\displaystyle 0<q\leq p=1} ;
3. {\displaystyle (L^{p,\infty })^{*}\neq \{0\}} pour {\displaystyle 1\leq p\leq \infty }.

où {\displaystyle p'} et {\displaystyle q'} sont les exposants conjugués de {\displaystyle p} et {\displaystyle q}. On a par exemple  {\displaystyle p'=p/(p-1)} pour {\displaystyle 1<p<\infty }, {\displaystyle p'=\infty } pour {\displaystyle 0<p\leq 1}, et {\displaystyle \infty '=1} .

## Propriétés

### Inégalité de Hölder
{\displaystyle \|fg\|_{L^{p,q}}\leq A_{p_{1},p_{2},q_{1},q_{2}}\|f\|_{L^{p_{1},q_{1}}}\|g\|_{L^{p_{2},q_{2}}}} où {\displaystyle 0<p,p_{1},p_{2}<\infty }, {\displaystyle 0<q,q_{1},q_{2}\leq \infty }, {\displaystyle 1/p=1/p_{1}+1/p_{2}}, et {\displaystyle 1/q=1/q_{1}+1/q_{2}} .

### Caractérisation dyadique
Les éléments suivants sont équivalents pour {\displaystyle 0<p\leq \infty ,1\leq q\leq \infty } .
1. {\displaystyle \|f\|_{L^{p,q}}\leq A_{p,q}C} .
2. {\displaystyle f=\textstyle \sum _{n\in \mathbb {Z} }f_{n}} où {\displaystyle f_{n}} a un support disjoint avec la mesure {\displaystyle \leq 2^{n}}, {\displaystyle 0\leq H_{n+1}\leq |f_{n}|\leq H_{n}} presque partout dans le support de {\displaystyle f_{n}}, et {\displaystyle \|H_{n}2^{n/p}\|_{\ell ^{q}(\mathbb {Z} )}\leq A_{p,q}C} .
3. {\displaystyle |f|\leq \textstyle \sum _{n\in \mathbb {Z} }H_{n}\chi _{E_{n}}} presque partout où {\displaystyle \mu (E_{n})\leq A_{p,q}'2^{n}} et {\displaystyle \|H_{n}2^{n/p}\|_{\ell ^{q}(\mathbb {Z} )}\leq A_{p,q}C} .